# Enneapterygius signicauda
Enneapterygius signicauda és una espècie de peix de la família dels tripterígids i de l'ordre dels perciformes.

## Morfologia
- Els mascles poden assolir 2,5 cm de longitud total.[1][2]

## Hàbitat
És un peix marí de clima tropical que viu fins als 11 m de fondària.

## Distribució geogràfica
Es troba a Vanuatu, Tonga i la Samoa Nord-americana.